# Jimmy Lanza
James Lanza, detto Jimmy (Palermo, 25 ottobre 1902 – San Francisco, 14 febbraio 2006), è stato un mafioso italiano naturalizzato statunitense potente capomafia di San Francisco, dal 1961 al 1989.
Lanza era un "uomo d'onore" della famiglia mafiosa sin dalla fine degli anni venti, quando a capo della cosca c'era suo padre Francesco "Frank" Lanza.

## Biografia
Lanza nasce a Palermo il 25 ottobre del 1902, e arriva in America, a San Francisco, con i suoi genitori agli inizi del secolo, quando è ancora un bambino. Suo padre infatti era il mafioso Francesco "Frank" Lanza, capo della mafia di San Francisco dal 1932 al 1937, anno della sua morte.
Jimmy fu "combinato" come "uomo d'onore" proprio alla fine degli anni venti. Nel 1953 il nuovo boss della famiglia Michael Abati nominò il cinquantenne Lanza suo braccio destro e vicecapo della cosca. Nel 1957 Lanza fu presente alla riunione di Apalachin, in rappresentanza della famiglia di San Francisco. Nel 1961, con il rimpatrio di Michael Abati in Sicilia, nuovo padrino della "famiglia" divenne proprio Lanza.
Jimmy Lanza diventerà il boss più importante della storia della mafia di San Francisco, uno dei boss mafiosi più temuti e rispettati d'America, e importante membro della commissione. Lanza era molto vicino ai boss Joseph Civello della famiglia di Dallas, Joseph Cerrito e Angelo Marino della famiglia di San Jose, Dominic Brooklier della famiglia di Los Angeles. Per lungo tempo il suo vicecapo fu Gaspare Sciortino, cugino di primo grado di Samuel Sciortino, pezzo grosso della mafia di Los Angeles. Nel corso degli anni Lanza ebbe pochissimi procedimenti giudiziari a suo carico. Il 14 febbraio 2006 Lanza muore di cause naturali all'età di 103 anni.